# موسيقى التبت

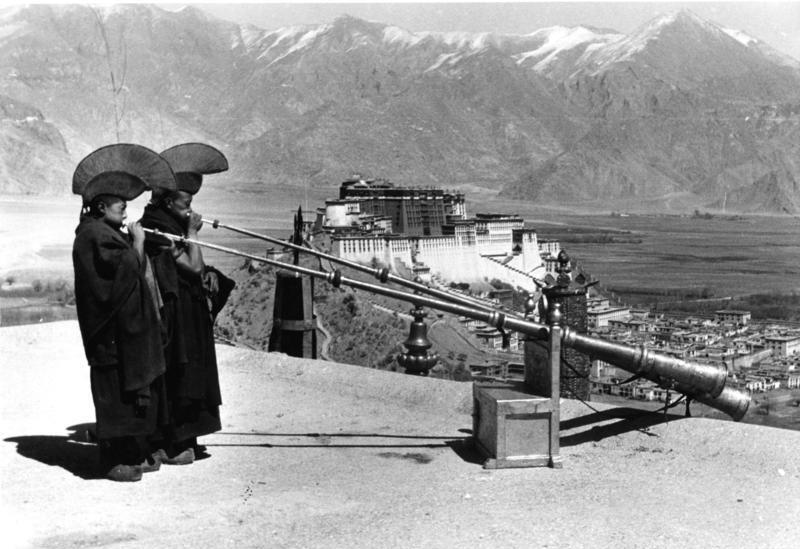
راهبان يعزفان على البوق التبتيّ (بالتبتية: དུང་ཆེན།) في لاسا عام 1938

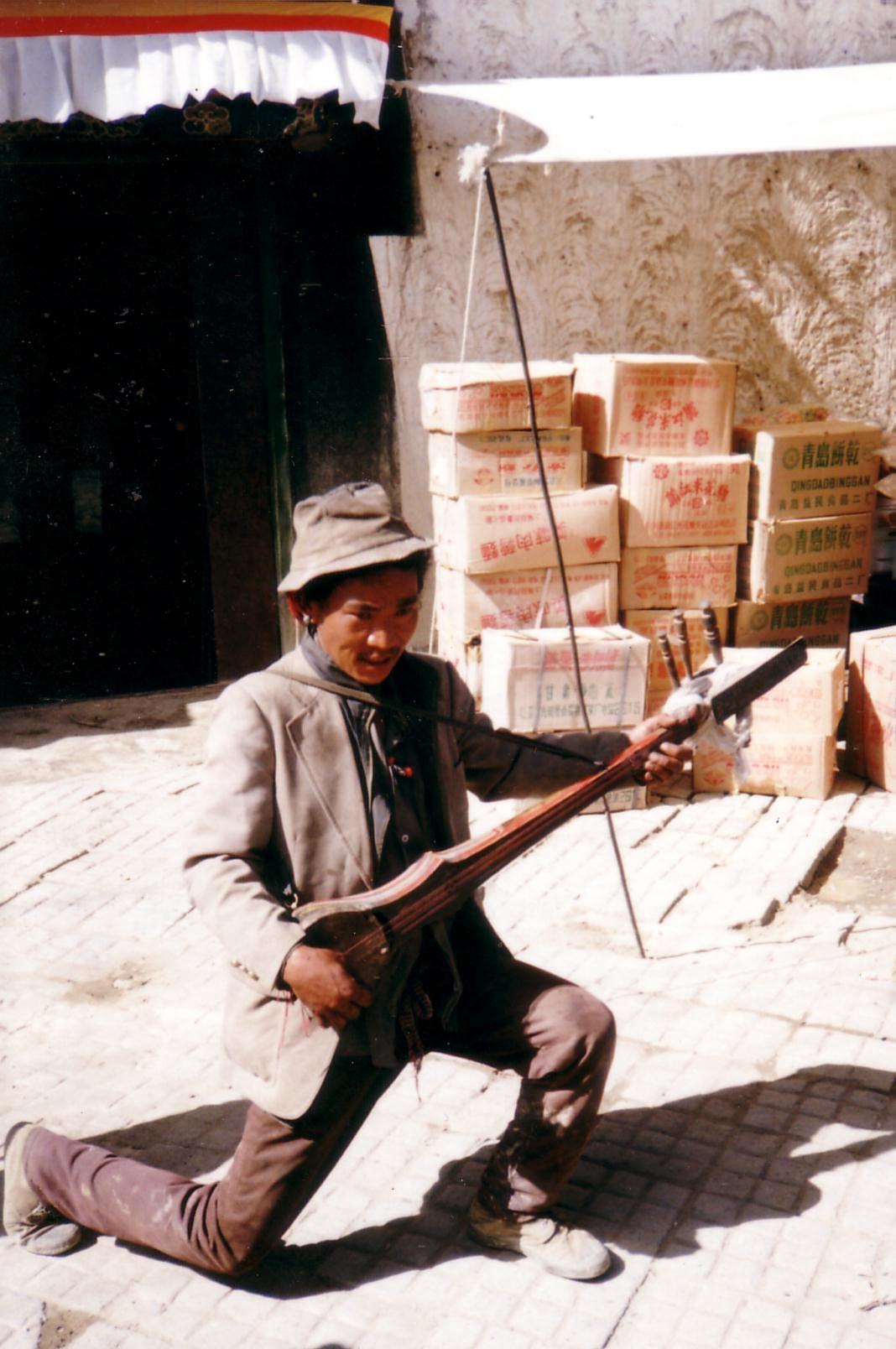
موسيقي متجول في شيغاتسي بالتبت عام 1993

تعكس موسيقى التبت التراث الثقافي لمنطقة ما وراء جبال الهيمالايا، متركزة في التبت ولكن تُعرف أيضًا لدى أي جماعات عرقية تبتية توجد في نيبال وبوتان والهند وفي الخارج. الموسيقى التبتية في المقام الأول هي موسيقى دينية، تعكس التأثير العميق للبوذية التبتية على الثقافة.
في الغرب، يسوّق لموسيقى أجراس «أواني الغناء» التابعة لنمط موسيقى العصر الجديد على أنها «موسيقى تبتبة»، في حين أنها من أصل أمريكي يعود لسبعينيات القرن المنصرم. 

## التاريخ
يعود تقليد لاما ماني -رواية الأمثال البوذية من خلال الموسيقى- إلى القرن الثاني عشر. أدى رواة القصص الجائلون الأغاني، الذين سافروا من قرية لأخرى، مستفيدين من أصولهم المتواضعة في الغالب للتواصل مع الناس من كل الخلفيات. صورت لوحات الثنكا البوذية المرسومة بوضوح القصة وساعدت العامة على فهم ما كان تعليمًا في الأساس.
كانت «أغاني الشارع» التبتية شكلا تقليديًا من أشكال التعبير الشعبية اتشهر بشكل خاص كوسيلة لتسجيل الأحداث السياسية وغيرها في بلدٍ كان يفتقر للصحف ووسائل التواصل الجماهيري. قدمت الموسيقى سجلًا اجتماعيًا وسياسيًا وهجاءً، وتعتبر مثالًا جيدًا للتقليد الباردي، أقرب إلى التقاليد التي كانت سائدة في أوروبا الوسطى، أو مؤخرًا، الدور الذي لعبته الكاليبسوس في جزر الهند الغربية. نظرًا لاحتواء كلمات موسيقى التبت عادة على مقاطع من 4 سطور يتألف كل منها من 6 مقاطع لفظية، يمكن تكييف الكلمات بسهولة مع أي لحن تقريبًا.
روّج للموسيقى الدنيوية التبتية من قبل منظمات مثل معهد الدالاي لاما التبتي للفنون المسرحية. تتخصص هذه المنظمات باللامو، وهو أسلوب أوبرالي، قبل أن يتوسع لأساليب أخرى، بما فيها موسيقى الرقص مثل التوشي والناغما. تشتهر الناغما خصوصًا في حانات الكاريوكي في مدينة لاسا مركز التبت الحضري. من الأنواع الأخرى من الموسيقى الشعبية أسلوب الغار الكلاسيكي، الذي يقدم في الطقوس والاحتفالات. «لو» هو نوع من الأغاني التي تتميز باهتزازات في الحنجرة وطبقات صوت حادة. هناك أيضًا شعراء ملحميون يغنون لبطل التبت الوطني «جيزار».

## التمثيلات الغربية
على الرغم من القول أحيانًا أن «أوعية الغناء التبتية» تعود إلى تقليد ديانة البون-بو الشامانية قبل البوذية، إلا أن صناعة واستخدام الأواني لغرض الغناء خصيصًا (على عكس الأجراس/الأوعية التي يُفترض أن تُضرب) يعتقد بأنها ظاهرة حديثة وغير تبتية. لا تتحدث السجلات التاريخية والموسيقية للتبت حول أواني الغناء. لم تُذكر مثل هذه الأواني في مذكرات بيرسيفال لاندون (زائر بين عامي 1903 و1904) عن الموسيقى التبتية، ولا حتى أي زائر آخر.
أعقب تسجيل وولف أند هيننغز الابتكاري للأجراس التبتية تطوير نمط فريد من موسيقى الأواني الأمريكية التي سوّق لها غالبًا على أنها «موسيقى تبتية». ظلّ هذا الأمر شائعًا في الولايات المتحدة إذ تم التسوق للعديد من التسجيلات (الألبومات) على أنها من نوع موسيقى العالم أو موسيقى العصر الجديد منذ طرح هذه المصطلحات في الثمانينات. نتيجة لذلك، أصبحت «أوعية الغناء التبتية» رمزًا بصريًا وموسيقيًا بارزًا للتبت، لدرجة أن التمثيل السائد الأكثر حداثة للتبت في الولايات المتحدة هو أوانٍ يقرعها أمريكيون.